# Єсаулівська селищна рада
Єсау́лівська се́лищна ра́да — адміністративно-територіальна одиниця та орган місцевого самоврядування в Антрацитівському районі Луганської області. Адміністративний центр — селище міського типу Єсаулівка.

## Загальні відомості
Єсаулівська селищна рада утворена в 1938 році.
- Територія ради: 40,56 км²
- Населення ради: 1448 осіб (станом на 2015 рік)[1]
- Територією ради протікає річка Мало-Кріпенка

## Адреса селищної ради
94684, Луганська обл., Антрацитівський р-н, смт Єсаулівка, вул. Переверзєва, 6А

## Населені пункти
Селищній раді підпорядковані населені пункти:
| № | Назва     | Тип | Рік заснування | Площа км² | Населення (2001), ос. |
| - | --------- | --- | -------------- | --------- | --------------------- |
| 1 | Єсаулівка | смт | 1777           | 4,63      | 1668                  |

## Склад ради
Рада складалася з 16 депутатів та голови.
- Голова ради: Шкуренко Ірина Іванівна
- Секретар ради: Должикова Вікторія Анатоліївна

### Керівний склад попередніх скликань
| Прізвище, ім'я, по батькові   | Основні відомості                                                        | Дата обрання | Дата звільнення |
| ----------------------------- | ------------------------------------------------------------------------ | ------------ | --------------- |
| Іваненко Валентина Григорівна | Селищний голова, 1947 року народження, член Партії регіонів              | 26.03.2006   | 31.10.2010      |
| Шкуренко Ірина Іванівна       | Селищний голова, 1963 року народження, освіта вища, член Партії регіонів | 31.10.2010   |                 |

Примітка: таблиця складена за даними сайту Верховної Ради України

### Депутати
За результатами місцевих виборів 2010 року депутатами ради стали:

#### За суб'єктами висування
| Суб'єкт висування | Кількість обраних депутатів | %   |
| ----------------- | --------------------------- | --- |
| Партія регіонів   | 16                          | 100 |

#### За округами
| № округу        | Прізвище, ім'я, по батькові     | Дата визнання обраним | Освіта  | Партійна приналежність | Відомості про обраного депутата                                     |
| --------------- | ------------------------------- | --------------------- | ------- | ---------------------- | ------------------------------------------------------------------- |
| Партія регіонів |                                 |                       |         |                        |                                                                     |
| 1               | Фоміна Ірина Леонідівна         | 03.11.2010            | вища    | член Партії регіонів   | тимчасово не працює                                                 |
| 2               | Романенко Марина Юріївна        | 03.11.2010            | вища    | член Партії регіонів   | тимчасово не працює                                                 |
| 3               | Рубан Яна Вікторівна            | 03.11.2010            | вища    | член Партії регіонів   | ДВАТ "Шахта «Партизанська», машиніст конвеєра                       |
| 4               | Камишацька Тетяна Борисівна     | 03.11.2010            | вища    | член Партії регіонів   | ДВАТ "Шахта «Партизанська», начальник зміни                         |
| 5               | Бойко Наталія Іванівна          | 03.11.2010            | середня | член Партії регіонів   | тимчасово не працює                                                 |
| 6               | Попілнуха Олена Василівна       | 03.11.2010            | вища    | член Партії регіонів   | районне Товариство Червоного Хреста, патронажна сестра              |
| 7               | Вінніков Федір Іванович         | 03.11.2010            | середня | член Партії регіонів   | ДВАТ "Шахта «Кріпенська», охоронець                                 |
| 8               | Єфременко Наталія Миколаївна    | 03.11.2010            | вища    | член Партії регіонів   | тимчасово не працює                                                 |
| 9               | Лєдньова Тетяна Василівна       | 03.11.2010            | вища    | член Партії регіонів   | Єсаулівська загальноосвітня школа І-ІІ ст., працівник кухні         |
| 10              | Соколова Тетяна Олександрівна   | 03.11.2010            | вища    | член Партії регіонів   | Дошкільний навчальний заклад «Сонечко» смт Єсаулівка, кухар         |
| 11              | Перцева Олена Юріївна           | 03.11.2010            | вища    | член Партії регіонів   | тимчасово не працює                                                 |
| 12              | Должикова Вікторія Анатоліївна  | 03.11.2010            | вища    | член Партії регіонів   | Єсаулівська селищна рада, секретар виконкому                        |
| 13              | Вінтоняк Юрій Іванович          | 03.11.2010            | середня | член Партії регіонів   | ДВАТ "Шахта «Партизанська», гірник                                  |
| 14              | Баткаєв Наіль Абдулович         | 03.11.2010            | середня | член Партії регіонів   | ДВАТ "Шахта «Партизанська», гірник                                  |
| 15              | Станкевич Наталія Володимирівна | 03.11.2010            | вища    | позапартійна           | Єсаулівська селищна рада, землевпорядник                            |
| 16              | Степанова Олена Олександрівна   | 03.11.2010            | середня | член Партії регіонів   | Антрацитівський районний територіальний центр, соціальний працівник |